# Mariakapel (Kelmond)

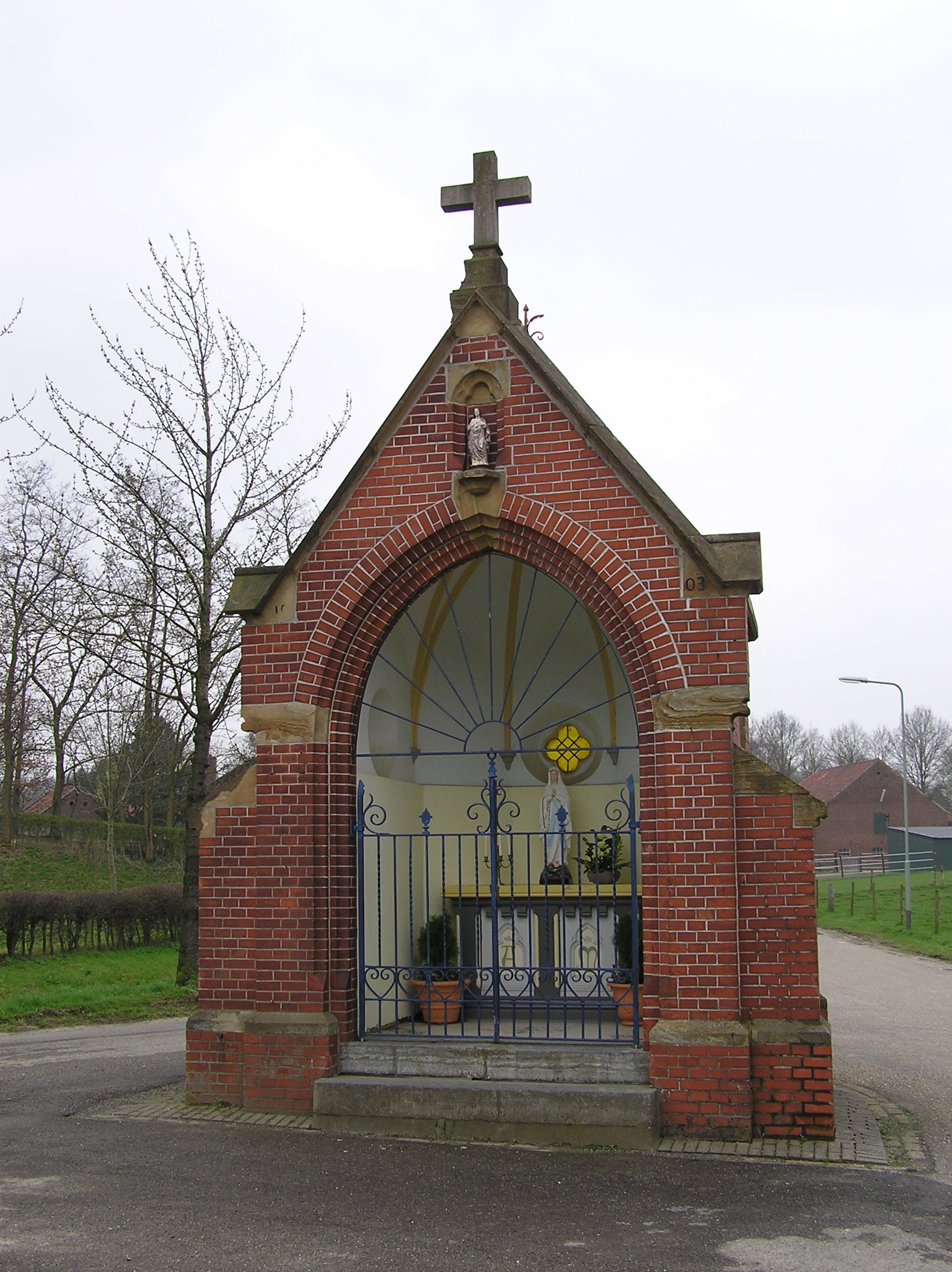
De Mariakapel

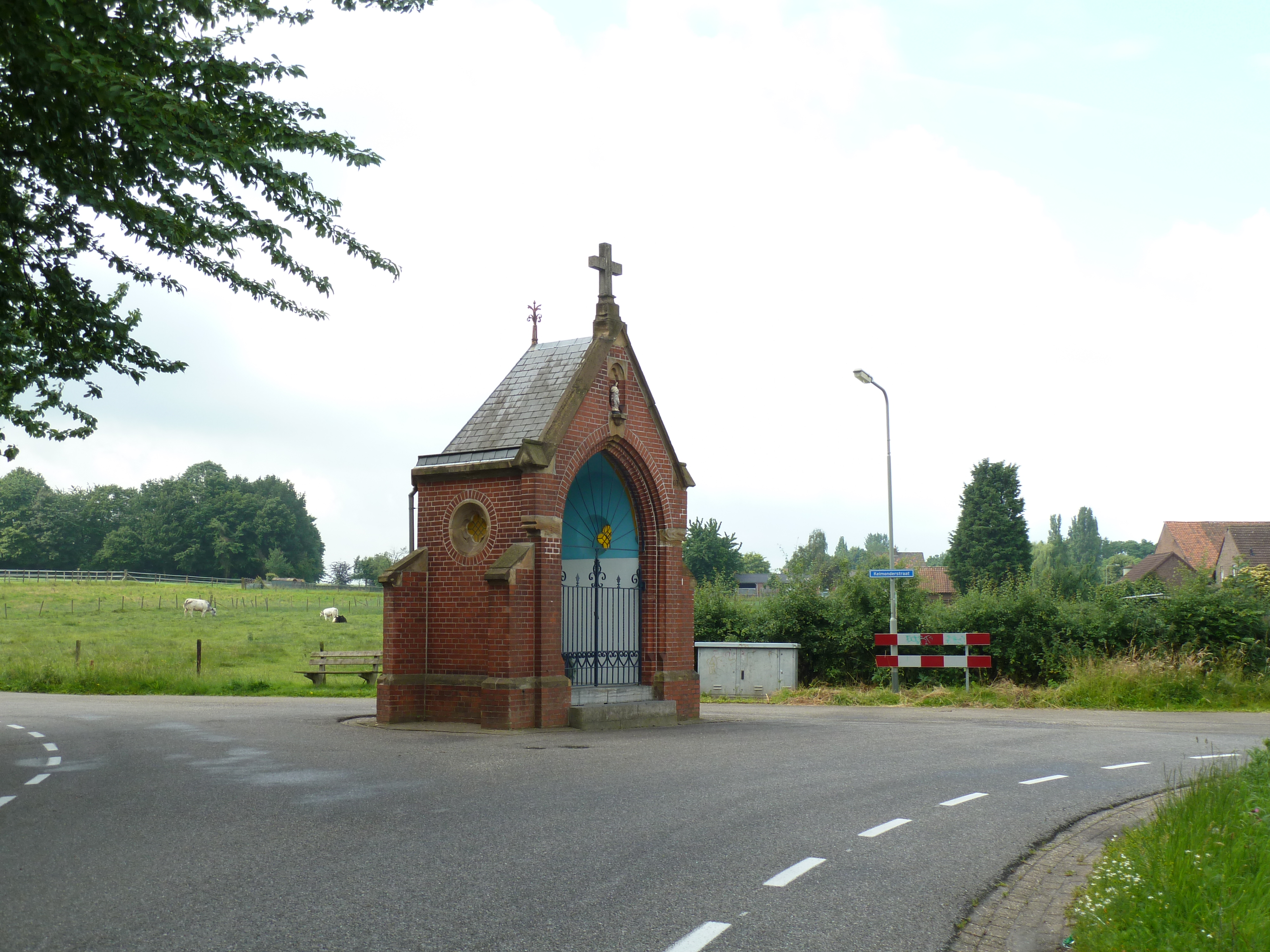
De kapel midden op de splitsing

De Mariakapel is een kapel in Kelmond in de Nederlands Zuid-Limburgse gemeente Beek. De kapel staat midden op een driesprong waarop de Kelmonderstraat, Eerdshaag en Kelmonderhofweg uitkomen.
De kapel is gewijd aan Maria.

## Geschiedenis
In 1903 werd de kapel gebouwd op de plaats waar een houten kapel had gestaan, die op diens beurt op de plaats van een wegkruis gebouwd was.
In 1995 werd de kapel gerestaureerd.

## Bouwwerk
De open rode bakstenen kapel heeft een driezijdige koorsluiting en wordt gedekt door een zadeldak/schilddak met leien. Op enkele decimeters boven de grond worden de rode bakstenen onderbroken door een speklaag die doorloopt in de steunberen. Op alle hoeken zijn er steunberen geplaatst die lopen tot ongeveer twee derde van de gevel en iedere steunbeer wordt bekroond met een schuine afdeklijst. In de beide zijgevels en in de achterwand is een rond venster aangebracht met daarin een vierpastracering en glas-in-lood. Op de achterste nokpunt van het dak is een piron geplaatst en de frontgevel wordt bekroond met een cementstenen kruis op de topgevel. De daklijst van de topgevel is uitgevoerd in mergelsteen en heeft schouderstukken waarin het jaartal 1903 gegraveerd is. In de frontgevel is een geprofileerde spitsboogvormige toegang aangebracht, waarvan de aanzetstenen en sluitsteen in mergel uitgevoerd zijn. De toegang wordt afgesloten met een smeedijzeren hek dat in het boogveld een stralenkrans heeft. De sluitsteen van de toegangsboog is tegelijkertijd de dorpel van de spitsboogvormige nis die hoog in de frontgevel is aangebracht, waarbij de nis een daarin dieper gelegen driepasboog heeft en het gedeelte van de nis boven de aanzetstenen in mergel uitgevoerd is. In de nis staat een klein Heilig Hartbeeldje.
Van binnen heeft de kapel wit geschilderde wanden, een blauw kruisribgewelf en goudkleurige gewelfbogen rustend op grijze kraagstenen. Tegen de achterwand is het altaar geplaatst en op het altaar staat een Mariabeeldje.